# From tha Streets 2 tha Suites
Albums de Snoop Dogg
I Wanna Thank Me
(2019) Snoop Dogg Presents Algorithm
(2021)
Singles
1. CEO
Sortie : 19 mars 2021
2. Roaches in My Ashtray
Sortie : 31 mars 2021
3. Say It Witcha Booty
Sortie : 16 avril 2021

From tha Streets 2 tha Suites est le 18e album studio du rappeur américain Snoop Dogg sorti en 2021 sur son label Doggy Style Records. Sa sortie était initialement prévue fin 2020 sous le titre Take It from a G.
L'album sort le 20 avril 2021 — soit « 4/20 » en anglais — en clin d’œil au chiffre 420 un chiffre utilisé par de nombreux consommateurs de cannabis en Amérique du Nord,. L'album est produit par Amplified, DJ Battlecat, DJ Camper, Nottz, ProHoeZak, Rick Rock, Soopafly, Terrace Martin et The Mekanix. Il contient des apparitions de J-Black, ProHoeZak, Devin the Dude, Kokane, Larry June, Mozzy et Tha Eastsidaz.

## Liste des titres
Sources : Apple Music
| 1.    | CEO                                               | - Calvin Broadus Jr. - Ricardo Thomas                             | Rick Rock                                   | 3:25 |
| 2.    | Roaches in My Ashtray (featuring ProHoeZak)       | - Broadus Jr. - Simon McKinley                                    | ProHoeZak                                   | 3:32 |
| 3.    | Gang Signs (featuring Mozzy)                      | - Broadus Jr. - Timothy Cornell Patterson                         | The Mekanix                                 | 4:54 |
| 4.    | Talk Dat Shit to Me (featuring Kokane)            | - Broadus Jr. - Jerry Buddy Long Jr.                              | - DJ Battlecat - Amplified                  | 3:29 |
| 5.    | Sittin' on Blades                                 | Broadus Jr.                                                       | - DJ Battlecat - Terrace Martin - DJ Camper | 3:31 |
| 6.    | Say It Witcha Booty (featuring ProHoeZak)         | - Broadus Jr. - McKinley                                          | ProHoeZak                                   | 2:42 |
| 7.    | Get Yo Bread Up (featuring Larry June)            | - Broadus Jr. - Larry Eugene Hendricks                            | The Mekanix                                 | 4:12 |
| 8.    | Fetty in the Bag (featuring Tha Eastsidaz)        | - Broadus Jr. - Keiwan Spillman - Tracy Lamar Davis - Aaron Parra | Amplified                                   | 3:15 |
| 9.    | Look Around (featuring J-Black)                   | - Broadus Jr. - Jeret Griffin-Black                               | Nottz                                       | 3:38 |
| 10.   | Left My Weed (featuring Devin the Dude & J-Black) | - Broadus Jr. - Devin Copeland - Griffin-Black Bush               | Soopafly                                    | 4:08 |
| 36:46 |                                                   |                                                                   |                                             |      |